# Víktor Ponedélnik
Víktor Vladímirovich Ponedélnik (en ruso: Виктор Владимирович Понедельник, Rostov del Don, 22 de mayo de 1937-Moscú, 5 de diciembre de 2020) fue un futbolista profesional y entrenador de fútbol ruso, recordado como uno de los grandes delanteros de la historia del fútbol soviético.

## Carrera profesional
Ponedélnik comenzó a en el Rostselmash en 1956. En 1958 firmó por el SKA Rostov y fue invitado a unirse a la selección nacional soviética. En el Campeonato de Europa de 1960, Ponedelnik anotó el gol de la victoria en el tiempo extra de la final contra Yugoslavia. Participó en la Copa Mundial de Fútbol 1962, teniendo una destacada actuación en el partido contra Colombia pues convirtió el cuarto tanto para los suyos, en un partido con muchas chispas que a la postre terminó empatando la selección cafetera. Esta igualdad dejó a su selección en inmejorable posición para ganar el Grupo A de dicho torneo. Ponedélnik se retiró en 1966 después de ganar peso y someterse a una cirugía de apendicitis. Anotó 20 goles (según algunas cuentas, 21) en 29 partidos con la selección soviética.
En años posteriores, Ponedélnik trabajó como entrenador, periodista deportivo, editor de una publicación deportiva y asesor del Presidente de la Federación Rusa. Recibió numerosos premios por su contribución al deporte soviético y ruso. Estaba casado y tenía tres hijos y cuatro nietos.
Falleció el 5 de diciembre de 2020.